# Das Märchen vom alten Drachen und der treuen Lisbeth
Das Märchen vom alten Drachen und der treuen Lisbeth ist eine Märchenerzählung für Kinder von Mary von Olfers, die 1883 in Leipzig veröffentlicht wurde.
Das noch zu Beginn des 20. Jahrhunderts populäre Märchen vereint mehrere Motive und Topoi der alten Volksmärchen. Das Mädchen Lisbeth ist eine Waise, die zwar nicht ausgesetzt wird, jedoch ihren Heimatort freiwillig verlässt. Nach dem Umherirren in einem Wald ist es nicht die Hexe, sondern ein alter, beinahe blinder Drache, den das Mädchen in dessen Höhle findet. Nach einem Mahl treffen Drache und Waisenkind dann ein Abkommen: Während der Drache zusagt, das Mädchen das Zaubern zu lehren, verspricht dieses dem alternden Lindwurm Pflege. Als dann ein junger Königssohn das Interesse der herangereiften Jungfrau erweckt, geraten die Ansprüche des alten Drachen und des jungen Freiers in Konflikt. Mädchen und Drachen verlassen mit magischer Hilfe den Ort. 
Trotz verhinderter Liebe beweist das Mädchen seine Treue und wird hierfür von einer in der Geschichte überraschend auftauchenden Fee Wagalaweia belohnt, die als Schwester der Lorelei und als Patin des Mädchens vorgestellt wird. Als der Königssohn sich in seinem Liebeskummer an die Fee wendet, lehrt diese ihn zwei Lieder. Einer der vielen der Fee dienstbaren Frösche bringt den Prinzen vor die Höhle des mittlerweile als Zauberer enttarnten Drachen. Als Spielmann verkleidet tritt der Prinz ein und singt zuerst das traurige Lied, das den Drachen zu Tränen rührt. Das folgende lustige Lied bringt den Drachen schließlich vor Lachen zum Platzen. Nach dem abrupten Verscheiden des Kontrahenten, der den Wurf gegen die Wand aus dem Froschkönig auf zwei Akteure aufzuteilen scheint, ist das Mädchen dann frei, den Königssohn zu heiraten.